# Теляжье
Теляжье — село в Верховском районе Орловской области России. Административный центр Теляженского сельского поселения.

## География
Село находится в восточной части Орловской области, в лесостепной зоне, в пределах центральной части Среднерусской возвышенности, на берегах ручья Теляжинский (приток реки Труды), на расстоянии примерно 17 км (по прямой) к юго-юго-востоку (SSE) от посёлка городского типа Верховье, административного центра района. Абсолютная высота — 212 м над уровнем моря.
Климат
Климат населённого пункта характеризуется как умеренно континентальный, с ярко выраженными временами года. Средняя многолетняя температура воздуха составляет 4,1 — 4,9°С. Абсолютный минимум температура воздуха самого холодного месяца (января) составляет −30,2 °C; абсолютный максимум самого тёплого месяца (июля) — 37 °С. Среднегодовое количество атмосферных осадков составляет 537—550 мм.
Часовой пояс
Село Теляжье, как и вся Орловская область, находится в часовой зоне МСК (московское время). Смещение применяемого времени относительно UTC составляет +3:00.

## Население
| 2002 | 2010 |
| ---- | ---- |
| 646  | ↘473 |

Половой состав
По данным Всероссийской переписи населения 2010 года, в гендерной структуре населения мужчины составляли 47,8 %, женщины — соответственно 52,2 %.
Национальный состав
Согласно результатам переписи 2002 года, в национальной структуре населения русские составляли 95 % из 646 чел

## Улицы
| - ул. Берёзовая, - ул. Весёлая, - пер. Дальний, - ул. Дворянская, | - ул. Луговая, - ул. Молодёжная, - ул. Раздольная, - ул. Тенистая, | - ул. Трудовая, - ул. Центральная, - ул. Школьная. |